# 후카야촌 (미야기현)
후카야촌(深谷村)은 1896년까지 미야기현 모노군의 서부에 있던 촌이다. 현재의 이시노마키시에 해당한다.

## 역사
- 1889년 4월 1일 - 정촌제 시행으로 아카이촌, 오쿠보촌, 시오이리촌, 기타촌, 스에촌, 히로부치촌 등 총 6개 촌이 합병되어 후카야촌이 출범하였다.
- 1896년 4월 1일 - 후카야 촌 촌역을 아카이촌·오시오촌(구 오쿠보촌 및 시오이리촌)·기타촌·스에촌·히로부치촌의 5개 촌으로 분할하여 후카야촌을 폐지하였다.

## 참고문헌
- 『宮城県町村合併誌』（宮城県地方課、1958年）